# Adèle Lecoq
Pour les articles homonymes, voir Lecoq.
Adèle Lecoq, née le 9 février 1891 à Sallen (Calvados) et morte le 14 décembre 1955 à Paris 6e, est une militante syndicaliste des PTT. Résistante, déportée, elle revint du camp de concentration de Ravensbruck.